# کارایار (شهرستان استرلیباشفسکی، باشقیرستان)
کارایار (انگلیسی: Karayar, Sterlibashevsky District, Republic of Bashkortostan) یک شهرک در شهرستان استرلیباشفسکی استان باشقیرستان کشور روسیه است.